# Ионный потенциал Картледжа
Ионный потенциал Картледжа (также просто ионный потенциал) —  один из важных факторов миграции химических элементов, определяющийся как отношение заряда иона к его ионному радиусу (Пк =Z/10Ri). Ионный потенциал, являясь отношением валентности к радиусу W/R, предопределяет склонность иона больше быть активным ионизатором. Ионный радиус вычисляется из расстояния между катионом металла и анионом кислорода в оксидных системах. Следует отметить, что с ростом этого потенциала усиливаются кислотные свойства ионов.
По показателю Картледжа элементы объединяются в 3 группы:
1. Пк до 3-х. Элементы легко переходят в ионные растворы и не образуют комплексных ионов.
2. Пк  от 3 до 12. Элементы (их иногда называют гидролизатами), как правило, дают труднорастворимые гидролизованные и сложные комплексные ионы.
3. Пк больше 12. Эти элементы при соединении с кислородом, часто образуют растворимые комплексные ионы.
Таким образом, элементы с умеренными величинами ионного потенциала относительно менее мобильны, чем с низким и высоким ионным потенциалом. Ионный потенциал HFSE и РЗЭ выше, чем у щелочных и щелочноземельных элементов. Общим правилом является, что Th, Nb, Ta, Zr, Hf, Ti менее мобильны, чем LREE. Инертность HFSE, Th, Ti сопоставима с HREE при низком до умеренного отношении вода/порода при гидротермальных процессах на морском дне или низкоградном региональном метаморфизме.